# Peblephaeus lutaoensis
Peblephaeus lutaoensis là một loài bọ cánh cứng trong họ Cerambycidae.